# 松村博司 (国文学者)

松村博司

松村 博司（まつむら ひろじ、1909年11月5日 - 1990年10月30日)は、日本の国文学者。名古屋大学名誉教授。文学博士。1958年、日本学士院賞受賞。

## 略歴
静岡県島田市出身。静岡県立静岡中学校、静岡高等学校 (旧制)文科丙類を経て、1933年、東京帝国大学文学部国文科卒業。1957年「栄花物語の研究」で東京大学より文学博士の学位を取得。
1933年から1938年まで、母校の静岡中学で教鞭を執った（国漢）。山形高等学校教授、第八高等学校教授、名古屋大学文学部助教授を経て、1959年、同教授。1973年、定年退官、名誉教授。南山大学教授。1980年、南山大学退職。1958年、「栄花物語の研究」で日本学士院賞受賞。

## 著書
- 『大鏡の新しい解釈』 (国文法注釈新書)至文堂 1955
- 『紫式部日記』 (アテネ文庫 古典解説シリーズ) 弘文堂 1955
- 『服部菅雄伝の研究』温知書屋 1956
- 『栄花物語の研究』刀江書院 1956
- 『栄花物語の研究 続篇』刀江書院 1960
- 『歴史物語 栄花物語と四鏡』塙選書 塙書房 1961
- 『栄花物語の研究 第3』桜楓社 1967
- 『栄花物語全注釈』全8巻 (日本古典評釈・全注釈叢書) 角川書店 1969-1981
- 『歴史物語 栄花物語・四鏡とその流れ 改訂版』塙選書 塙書房 1979
- 『歴史物語研究余滴』和泉書院 1982
- 『栄花物語全注釈 別巻』(日本古典評釈・全注釈叢書)角川書店 1982
- 『栄花物語・大鏡の成立』 (国語国文学研究叢書) 桜楓社 1984
- 『栄花物語の研究 新稿・諸本研究篇』右文書院 1986
- 『服部菅雄伝の研究 続編 増訂』右文書院 1987
- 『栄花物語の研究 補説篇』風間書房 1989
- 『栄花物語の研究 補説篇 続』風間書房 1990

### 校注など
- 『栄花物語 異本』第1-5冊 吉田幸一共校 古典文庫 1951-1952
- 『日本古典文学全集 現代語訳 [第12巻]』土佐日記 紀貫之著 蜻蛉日記 道綱の母著 紫式部日記 河出書房 1954
- 『栄花物語』全4巻 (日本古典全書)校註 朝日新聞社 1956-1959
- 『日本古典文学大系 第21 大鏡 底本は東松本』校注 岩波書店 1960
- 『日本古典文学大系 第75-76 栄花物語』山中裕共校注 岩波書店 1964
- 『大鏡』校注 岩波文庫 1964
- 『狭衣物語』 (日本古典全書) 石川徹共校注 朝日新聞社 1965-1967
- 『鑑賞日本古典文学 第11巻 栄花物語・紫式部日記』阿部秋生共編 角川書店 1976
- 『栄花物語の研究 校異篇』編 風間書房 1985-1986
- 『栄花物語語句索引 付属語篇並に語構成別綴字逆配列語彙』田島毓堂,進藤義治共編 名古屋大学出版会 1986
- 『栄花物語の研究 校異篇 続篇』編 風間書房 1988

### 記念論文集
- 『国語国文学論集 松村博司教授定年退官記念』名古屋大学国語国文学会 1973
- 『国語国文学論集 松村博司先生古稀記念』松村博司先生古稀記念実行委員会編 笠間書院 1979
- 『国語国文学論集 松村博司先生喜寿記念』右文書院 1986